# Erika Mészáros
Erika Mészáros (Budapeste, 24 de junho de 1966) é uma ex-velocista húngara na modalidade de canoagem.
É filha de György Mészáros, vencedor de duas medalhas de Prata em Roma 1960 nas categorias K-2 1000 m e K-1 4 x 500 m.

## Carreira
Foi vencedora da medalha de Ouro em K-4 500 m em Barcelona 1992, junto com as colegas de equipa Rita Kőbán, Éva Dónusz e Kinga Czigány.
Foi vencedora da medalha de Prata em K-4 500 m em Seul 1988.